# 许卓然

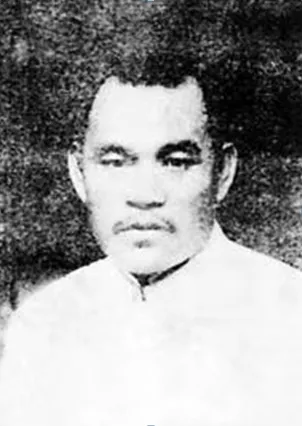
许卓然

许卓然（1885年—1930年5月25日），别名寄生，曾用名李华、树华，福建省泉州府晋江县马加埔村（今属福建省泉州市丰泽区北峰街道）人，清末民初政治和军事人物、民主革命家。

## 生平
许卓然生于清光绪十一年（1885年）。其父许培村为清末诸生，性格刚正，乐善好施。许卓然继承了父亲的志向，崇尚义气和侠义精神，不拘泥于传统的章句之学，而专注研究国家兴衰和社会变革的道理。他广泛结交各地志士，扶持弱者，对抗强权，敢于公开批评时政，母亲担心他因此招来祸端，极力劝他出国以避风险。
光绪三十一年（1905年），他赴新加坡，不久回国，任厦门紫阳学堂教习，秘密加入中国同盟会。次年（1906年）春，中国同盟会福建分会成立，许卓然受命到泉州建立组织，积极发展会员。他同时组织体育会，邀请驻泉防营统带唐万胜为教练，以掩人耳目，并设法争取唐万胜的支持，为光复泉州做准备。
宣统三年（1911年）五月，他在清源山赐恩寺召开秘密会议，部署光复泉州的计划，决定策反唐万胜，建立革命武装，加紧筹措枪械弹药，并加强与福州、厦门、漳州及泉州府属各县的革命党人的联系。10月，武昌起义爆发后不久，他与陈清机、陈少宝等人在安海组织“革命军”。同月，中国同盟会泉州分会成立，推举泗水华侨蒋以麟任会长，许卓然为组织股长。11月7日晚，安海革命军发动民众2000余人起义。次日，许卓然赶赴安海，重组原有联乡会为“保安会”，以应对官府反扑，维持秩序。11月19日，泉州和平光复。光复初期，社会动荡，他发动群众，清剿南安恶棍陈子珠，迫使残暴的城守莫开亮离开泉州。
民国元年（1912年），他在泉州创办新民阅书报社，并赴厦门设立《声应报》。二次革命失败后，该报猛烈抨击袁世凯称帝，因此被查封，他也遭通缉。民国四年（1915年）4月，他回泉州参与创办《新民周报》。5月，袁世凯签订出卖主权的“二十一条”，他与书报社同志发表宣言，设坛演讲，痛斥袁世凯的卖国行径，遭福建督军李厚基电令通缉，遂逃至郊外避祸。秋季，宋渊源奉孙中山之命到福建组织中华革命党福建支部，许卓然被派往福州，不料仓前秘密机关暴露，被军警追捕，侥幸逃脱。
民国五年（1916年），孙中山发动护国战争，许卓然被任命为福建护国军统筹部部长，在闽南组建下游护国军。因战事失败，护国军瓦解，李厚基悬赏通缉许卓然等人。6月2日，泉州驻军马步云部兵变，杀害平民40余人。许卓然当时侍母在家，闻讯立即召开公民大会，迫使军方赔偿死者丧葬费每人200元。旋即奔赴内地募兵，组织闽南靖国军，得以避开马步云毒手。
民国七年（1918年），他自任闽南靖国军第二路军司令。民国八年（1919年）4月，与陈清机发起成立闽南民办汽车路股份有限公司。民国九年（1920年）夏，闽南靖国军在广东汕头失利，他逃往菲律宾。
民国十年（1921年），他自菲律宾返回上海，与黄展云、张贞等人组织福建自治促进会和福建自治军筹备处，派秦望山回闽南召集旧部，筹建福建自治军。民国十二年（1923年），孙中山派廖仲恺赴泉州，将福建自治军改编为东路讨贼军第八军，任命许卓然为泉州卫戍司令，后改为警备司令。不久，他率秦望山部赴广东潮汕支援东路讨贼军，在平和县遭敌人包围，脱险后回到厦门。旋即被孙中山任命为中央直辖区第五军军长，积极配合福建民军牵制北洋军，以支援陈炯明部。
民国十三年（1924年）1月，许卓然被选为福建代表，赴广州参加中国国民党第一次全国代表大会。会中，孙中山任命其为福建党务特派员，筹建福建临时省党部。3月，与庄希泉、秦望山合作，在厦门设立鼓浪屿图书馆，秘密推进党务，吸收党员，创办光华小学作为联络与活动据点。6月8日，中国国民党福建临时党部在厦门成立，许卓然、庄希泉、秦望山当选为执行委员。同年，他促成《声应报》复刊，并创办《民钟报》《江声报》，筹建厦门中山中学。
民国十五年（1926年）1月，他再次作为福建代表出席中国国民党第二次全国代表大会，会上作福建党务报告。同年冬，北伐军入福建，他辞去党部职务，但仍协助财政筹划与军费调度。何应钦采纳宋渊源建议，将福建各地民军编入新编军，许卓然强烈反对，然无力阻止。
民国十六年（1927年）4月，蒋介石发动“清党运动”，新编军政治部主任冷欣以“清党不彻底”为名，罗织罪名，迫使许卓然避居上海。
新编军多为原土匪武装，收编后仍旧为害地方。许卓然与秦望山赴南京控告，未果，遂转求驻福建的国民革命军第十一军的军长陈铭枢，最终解除新编军武装，地方治安得以改善。
民国十七年（1928年），福建省政府成立，欲任命其为财政厅长，他辞而不就，回厦门继续主办《江声报》。后被聘为福建省政府参议，兼任福建省禁烟委员会常务委员，担任漳泉禁烟专员，严厉取缔鸦片种植与贩运，重创台湾浪人毒贩。
民国十八年（1929年）春，他与秦望山、陈清机等在泉州创办黎明高级中学。
民国十九年（1930年）2月，赴上海协助庄希泉筹集曙光学校基金，继而赴漳州与张贞商讨组建民团自卫。5月24日，应邀赴同安，与教导团团长萧叔宣商议整顿教导团事务。25日，返回厦门，在市区太史巷丰镒钱庄门前遇刺身亡。